# Ana Gisela Alarcón
Ana Gisela Alarcón Rojas (Santiago, 9 de mayo de 1960) es una médica cirujana y política chilena, que entre febrero de 2016 y marzo de 2018 se desempeñó como subsecretaria de Redes Asistenciales de su país, bajo el segundo gobierno de Michelle Bachelet.

## Biografía

### Familia y estudios
Nació en Santiago de Chile el 9 de mayo de 1960, hija del carpintero Sergio Washington Alarcón y de Ana Margarita Rojas Oyanedel. Realizó sus estudios superiores en la Facultad de Medicina de la Universidad de Chile, titulándose como médica cirujana, y especializándose en medicina interna y hematología en esa misma casa de estudios. Posteriormente, cursó un magíster en gerencia y políticas públicas en la Universidad Adolfo Ibáñez, un diplomado en gerencia social en la Facultad Latinoamericana de Ciencias Sociales y un diplomado de macro gestión en salud en la Pontificia Universidad Católica de Chile (PUC).
Se casó en la comuna de Providencia en 1986, con el ingeniero Luis Armando Alfaro Lucero, con quien tuvo dos hijas.

### Carrera profesional
Comenzó a ejercer su profesión en 1985, desempeñándose en gestión clínica, directiva, estratégica y académica; trabajando en organizaciones de salud universitarias, institucionales, privadas y públicas, con énfasis en la dirección de equipos de salud. Participó en implementación de políticas públicas y gestiones para la construcción de organizaciones inteligentes, capaces de agregar valor para los usuarios, así como también, en la implementación de modelos de planificación en salud, basados en objetivos nacionales; y modelos de autogestión en red para hospitales públicos de alta complejidad.
Por otra parte, actuó como directora de la Escuela de Medicina y de la Clínica de la Facultad de Medicina de la Universidad de Chile, y fue profesora de pregrado y posgrado en ese mismo establecimiento educacional, en la Universidad Mayor y en la Universidad de Santiago de Chile.

### Carrera política
Políticamente independiente, con ocasión de la segunda administración de la presidenta Michelle Bachelet, entre el 11 de marzo de 2014 y el 9 de noviembre de 2015, ejerció como jefa de la División de Gestión de la Red Asistencial (DIGERA) y jefa del Departamento de Diseño y Desarrollo de Procesos Asistenciales, de la Subsecretaría de Redes Asistenciales del Ministerio de Salud; implementando en esa gestión, el modelo de fortalecimiento de «Redes Integradas de Servicios de Salud» RISS-OPS. A partir de esa última fecha, fue nombrada como titular de dicha subsecretaría de Estado, en calidad de subrogante, reemplazando a la renunciada Angélica Verdugo. siendo ratificada en el cargo por Bachelet el 1 de febrero de 2016, ocupándolo hasta el final del gobierno el 11 de marzo de 2018.
De manera posterior, en marzo de 2019, asumió como decana de la Facultad de Salud de la Universidad Santo Tomás.